# Bottrighe
Bottrighe est une frazione d'Adria, située dans la province de Rovigo, sur la rive gauche du dernier tronçon du fleuve Pô.

## Histoire
Elle devient une commune italienne après l'annexion de la Vénétie au Royaume en 1866. En 1921, elle subit une modification territoriale et perd ainsi les hameaux de Bellombra et de Panarella, qui constituent la nouvelle commune de Bellombra. En 1928, elle est abolie et devient une partie de la commune d'Adria.
D'après les divers recensements, il y avait 4 334 habitants en 1871, 4 917 en 1891, 5 701 en 1901, 7 287 en 1911 et 8 895 en 1921 (5 376 sans Bellombra et Panarella).

## Personnalité
- Umberto Maddalena (1894-1931), aviateur, y est né.